# Stare Kiełbonki (gromada)
Stare Kiełbonki – dawna gromada, czyli najmniejsza jednostka podziału terytorialnego Polskiej Rzeczypospolitej Ludowej w latach 1954–1972.
Gromady, z gromadzkimi radami narodowymi (GRN) jako organami władzy najniższego stopnia na wsi, funkcjonowały od reformy reorganizującej administrację wiejską przeprowadzonej jesienią 1954 do momentu ich zniesienia z dniem 1 stycznia 1973, tym samym wypierając organizację gminną w latach 1954–1972.
Gromadę Stare Kiełbonki z siedzibą GRN w Starych Kiełbonkach utworzono – jako jedną z 8759 gromad na obszarze Polski – w powiecie mrągowskim w woj. olsztyńskim na mocy uchwały nr 18 WRN w Olsztynie z dnia 4 października 1954. W skład jednostki weszły obszary dotychczasowych gromad Koczek, Nowe Kiełbonki, Połom i Stare Kiełbonki ze zniesionej gminy Nawiady oraz obszar dotychczasowej gromady Zgon ze zniesionej gminy Ukta w tymże powiecie. Dla gromady ustalono 9 członków gromadzkiej rady narodowej.
1 stycznia 1958 do gromady Stare Kiełbonki włączono wsie Wólka Prusinowska i Nowy Zyzdrój z gromady Nawiady w tymże powiecie.
Gromadę zniesiono 1 stycznia 1960, a jej obszar włączono do gromad Nawiady (wsie Koczek, Nowe Kiełbonki, Nowy Zyzdrój, Wólka Prusinowska, Połom i Stare Kiełbonki, osady Bystrz i Ławny Lasek oraz leśniczówkę Zyzdrój) i Ukta (wieś Zgon) w tymże powiecie.